# Maharishi Vedic City (Iowa)
Maharishi Vedic City est une ville du  comté de Jefferson, en Iowa, aux États-Unis. Elle est incorporée le 25 juillet 2001, sous le nom de Vedic City. Celui-ci est changé, cinq mois plus tard en Maharishi Vedic City. Les plans et bâtiments de la ville sont basés sur l'architecture Maharishi Vastu (ar) préconisé par Maharishi Mahesh Yogi,.

## Articles connexes

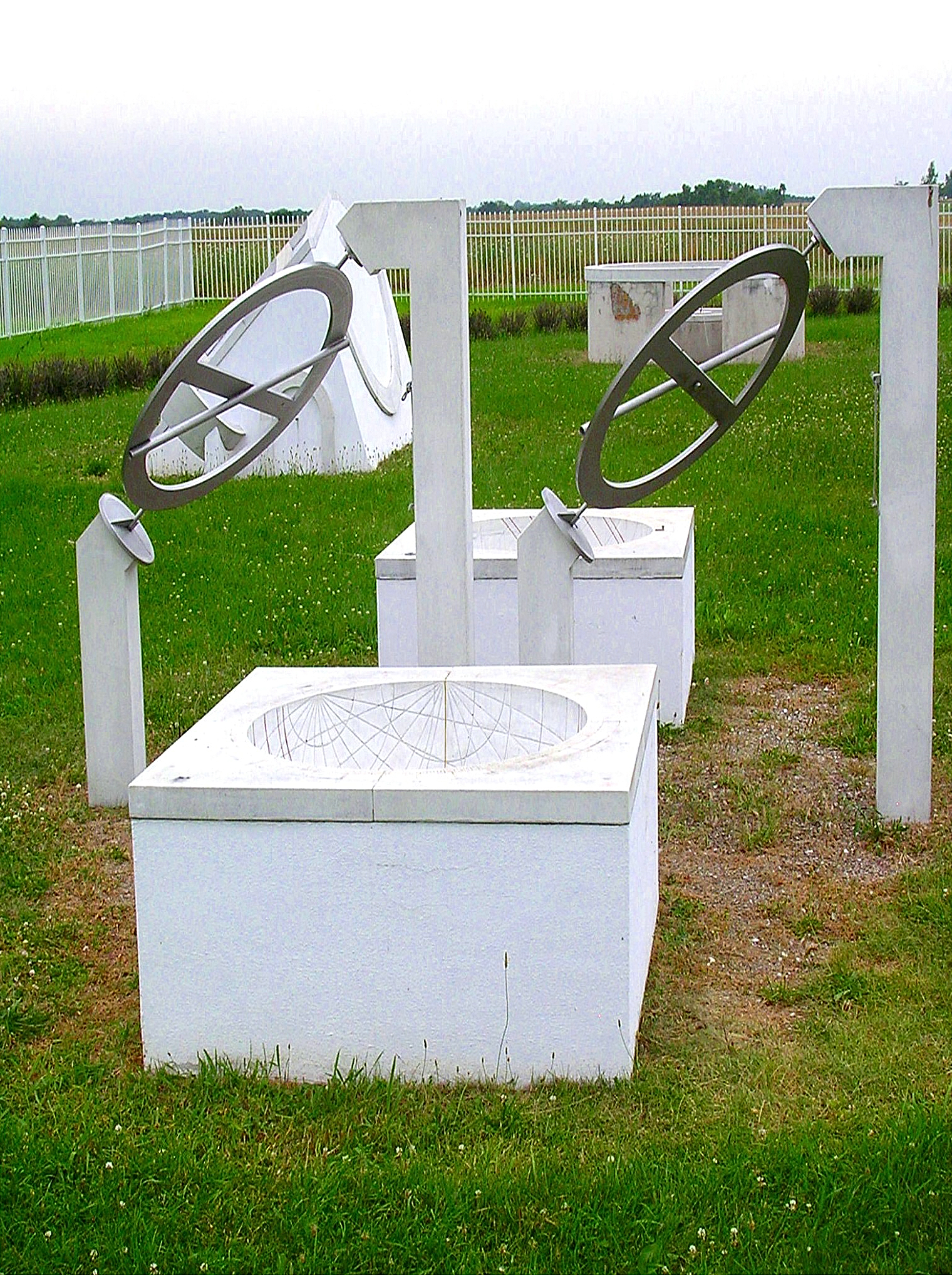
Instrument de l'observatoire de Maharishi Vedic City.

## Source de la traduction
- (en) Cet article est partiellement ou en totalité issu de l’article de Wikipédia en anglais intitulé « Maharishi Vedic City, Iowa » (voir la liste des auteurs).